# گرینفیلد (کانزاس)
گرینفیلد (به انگلیسی: Grainfield) شهری در ایالت کانزاس کشور ایالات متحده آمریکا است که جمعیت آن در سرشماری سال ۲۰۱۰ میلادی، ۲۷۷ نفر بوده‌است.

## نگارخانه

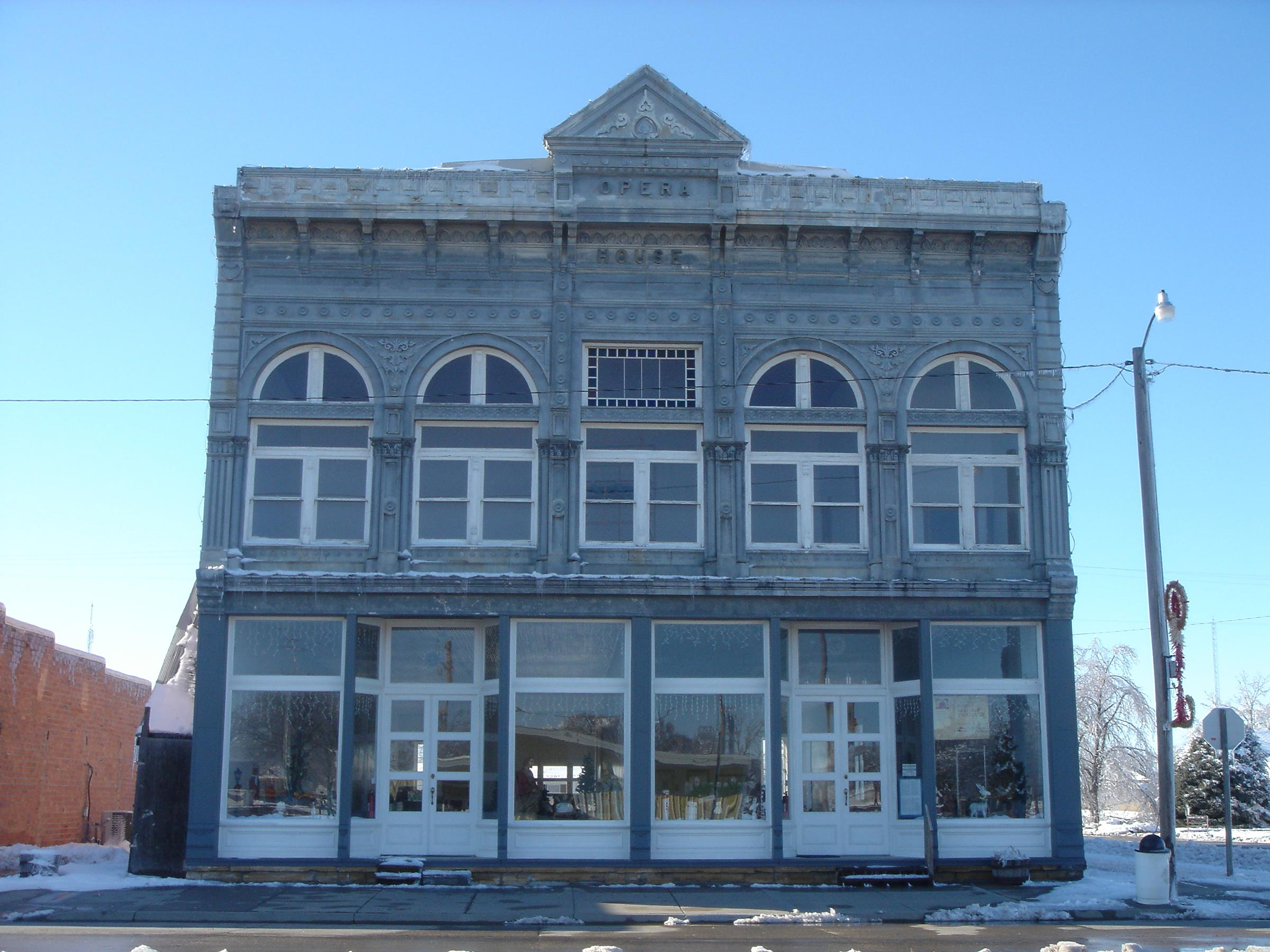
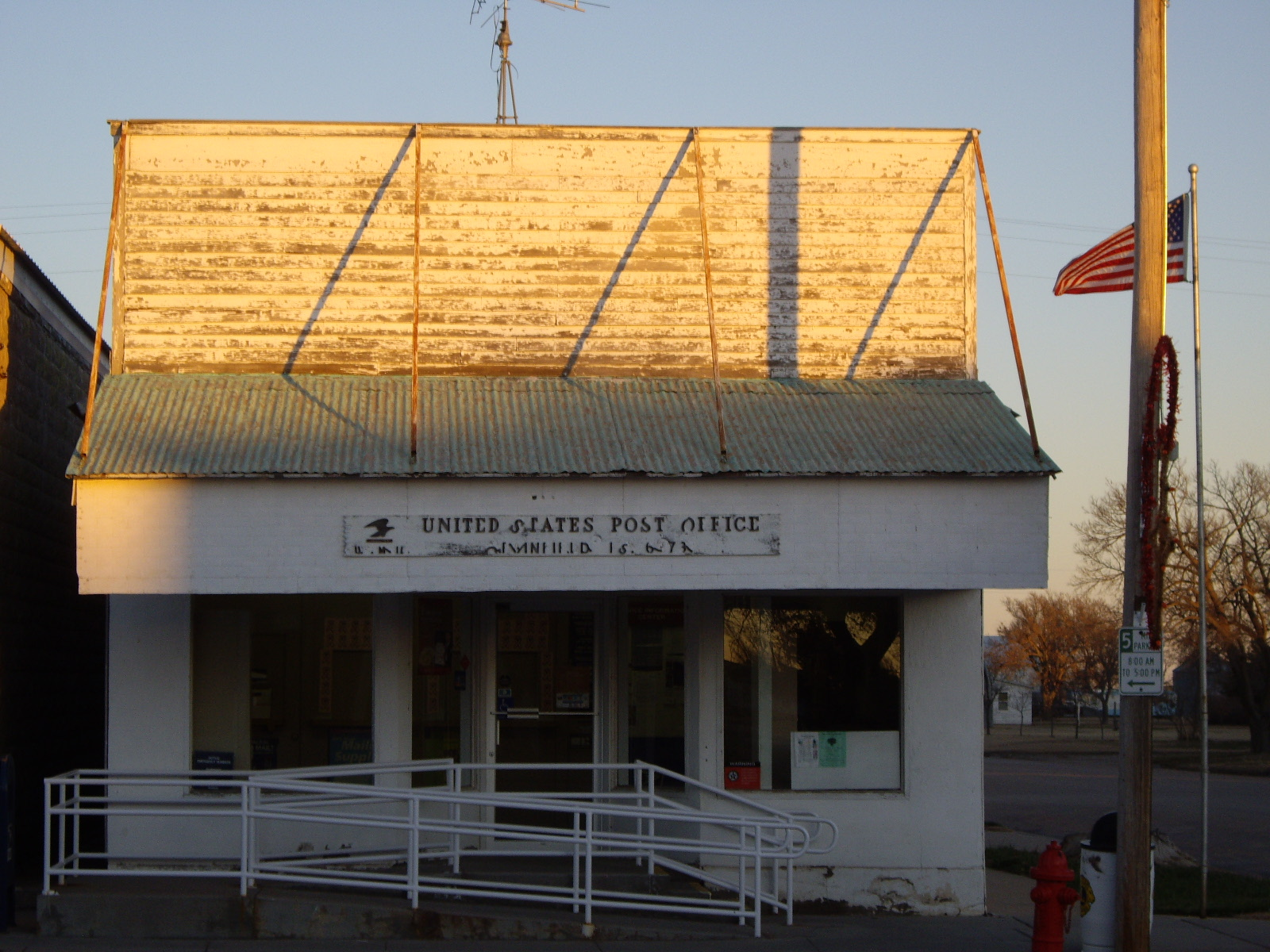